# Orthopraxie
Der Ausdruck Orthopraxie (v. griech. ὀρϑός orthós, „richtig“, und πρᾶξις prãxis, „Tun“, „Handeln“) ist ein im ersten Drittel des 20. Jahrhunderts im Rahmen der beginnenden ökumenischen Bewegung gebildetes theologisches Kunstwort für richtiges Handeln und dessen Reflexion. 
Der Ausdruck ist als Pendant zu Orthodoxie und nur in diesem Zusammenhang gemeint. Während das Streben nach rechter Lehre, nach theoretisch-theologischer Rechtgläubigkeit die Kirchenspaltungen hervorgerufen habe, bezeichnet es unter anderem das gemeinsame Bemühen um rechtes Handeln angesichts der brennenden Herausforderungen der Zeit um die Zusammenführung der getrennten Christen.
Allerdings haben die oft heftigen Auseinandersetzungen um ethische Entscheidungen und Standards zwischen und innerhalb der Konfessionen gezeigt, dass Konsense über Orthopraxie keineswegs leichter zu erreichen sind als solche über Orthodoxie. Als Beispiele genügen die Pazifismusdebatte oder die Sexualmoral.